# 魏尔罗德
魏尔罗德是德国黑森州的一个市镇。总面积71.16平方公里，总人口6187人，其中男性3112人，女性3075人（2011年12月31日），人口密度87人/平方公里。